# Opatření obecné povahy
Opatření obecné povahy je konkrétně-abstraktní správní akt s konkrétně určeným předmětem a s obecně vymezeným okruhem adresátů, který stojí na pomezí mezi právním předpisem a individuálním rozhodnutím. Do českého právního řádu byl tento pojem nově vnesen správním řádem č. č. 500/2004 Sb. s účinností od 1. 1. 2006, aplikován však podle judikatury může být i zpětně před toto datum. 

## Česká republika
V českém právu (§ 171–174 správního řádu) je opatření obecné povahy vymezeno pouze jako správní akt s konkrétně vymezeným předmětem a s obecně určenými adresáty (nikoli s konkrétními adresáty a abstraktním předmětem). Vztahuje se tedy vždy k určité konkrétní situaci v oblasti veřejné správy, přičemž okruh adresátů je vymezen obecně, nelze je předem a kompletně určit. Od právního předpisu se liší tím, že není obecné, upravuje jedinečnou věc, a od rozhodnutí se liší zase tím, že nesměřuje vůči konkrétní osobě (osobám). Vymezení v zákoně je pouze negativní, tj. že opatření obecné povahy není právním předpisem ani rozhodnutím. Konkrétnější definice je v důvodové zprávě zákona –  podle ní je opatření obecné povahy zvláštním typem úkonu správního orgánu, který stojí mezi právním předpisem a správním aktem. Nejvyšší správní soud opatření obecné povahy vymezil jako správní akt s konkrétně určeným předmětem, tj. vztahující se ke konkrétní situaci, a s obecně vymezeným okruhem adresátů. Správní řád vymezuje tato opatření jen velmi obecně, přičemž předpokládá, že konkrétní právní úprava stanoví, kdy a za jakýcho podmínek bude vydáno, a ponechává volnost i ohledně způsobu jeho přijetí. V některých případech zákony připouštějí i jejich vydání bez řízení o návrhu.
Opatření obecné povahy nemůže nahrazovat podzákonnou normotvorbu (stejně tak právní předpis zase nemůže vzhledem ke své obecnosti regulovat pouze jednu určitou situaci), ani nad rámec zákona stanovovat nové povinnosti, slouží tedy jen ke konkretizaci již existujících povinností vyplývajících ze zákona. Na druhou stranu pokud takové zákonem stanovené povinnosti dále specifikuje, lze je exekučně vymáhat jen tehdy, bylo-li ve věci vydáno navíc klasické správní rozhodnutí.
Typickými příklady opatření obecné povahy jsou zásady územního rozvoje nebo územní plán. Dalšími příklady jsou stanovení záplavového území nebo ochranného pásma vodních zdrojů, návštěvní řád národního parku, omezení vstupu z důvodu ochrany přírody či zákaz vstupu do honitby. Opatření obecné povahy musí vždy obsahovat odůvodnění a oznamuje se veřejnou vyhláškou, vyvěšenou mj. vždy na úřední desce. Nabývá pak účinnosti po 15 dnech od vyvěšení, přičemž v případech, kdy hrozí vážná újma veřejnému zájmu, může jí nabýt již dnem vyvěšení. Proti opatření obecné povahy nelze podat opravný prostředek, lze je ale do 1 roku od účinnosti posoudit v přezkumném řízení. 
Opatřením obecné povahy je stanovení místní nebo přechodné úpravy provozu na pozemních komunikacích dopravními značkami a dopravními zařízeními, tedy de facto rozhodování o umístění těch dopravních značek a dopravních zařízení, z nichž řidičům vyplývají nějaké povinnosti (zejména zákazové a příkazové značky a značky upravující přednost v jízdě, ale i některé z informativních značek). Toto materiální pojetí potvrdil Ústavní soud v nálezu ze dne 19. listopadu 2008, sp. zn. Pl. ÚS 14/07, a následně i Nejvyšší správní soud v rozsudku ze 7. ledna 2009, č. j. 2 Ao 3/2008-100. Nejvyšší správní soud dospěl k závěru, že jako opatření obecné povahy je možno přezkoumat i rozhodnutí z doby před účinností nového správního řádu, tedy z doby, kdy tento pojem ještě v právním řádu neexistoval. Naproti tomu souhlas správního orgánu s místní úpravou provozu na veřejně přístupné účelové komunikaci je individuální správní akt ve vztahu k vlastníku komunikace, přičemž rozhodnutí vlastníka účelové komunikace je akt soukromého práva a vlastník účelové komunikace není považován za správní orgán, přestože jím umístěné dopravní značky mají veřejnou závaznost.
U protiepidemických opatření ministerstev a hygienických stanic bylo z typového hlediska sporné, zda se jedná o právní předpisy svého druhu, nebo o opatření obecné povahy. Když navrhovatel zrušení označil šest mimořádných proticovidových opatření ministerstva zdravotnictví za opatření obecné povahy, ministerstvo v roli odpůrce argumentovalo, že nejde o  opatření obecné povahy, ale o právní předpisy sui generis, a z téhož důvodu odmítalo příslušnost obecných soudů a možnost přezkumu přiznávalo pouze ústavnímu soudu. Městský soud v Praze se rozhodl preferovat formální hledisko, že § 94 odst. 2 zákona o ochraně veřejného zdraví výslovně říká, že opatření na úseku předcházení vzniku a šíření infekčních onemocnění se vydávají jako opatření obecné povahy, přestože Nejvyšší správní soud v rozhodnutí ze dne 20. 12. 2017, č. j. 6 As 288/2016-146, vyslovil také silné pochyby o správnosti označení daného správního aktu jako opatření obecné povahy, došel však k závěru, že soudu nepřísluší vůli zákonodárce zpochybňovat. Soud však souhlasil s tím, že vydávaná opatření mají velmi blízko k právnímu předpisu, protože mají velice široký předmět úpravy, jímž typicky je omezení určitých práv a svobod (podnikání, pohybu), ale poukázal na skutečnost, že napadaná opatření mají konkrétní prvek v předmětu úpravy, a tím je ochrana před onemocněním covid-19, tudíž tato opatření za opatření obecné povahy lze považovat, ačkoliv je to místy sporné. Podobný prúběh i závěr měl spor s Hygienickou stanicí hl. m. Prahy, která použila stejné zdůvodnění jako ministerstvo. Je zde však rozdíl v tom, že zatímco opatření ministerstva zdravotnictví označuje § 94 odst. 2 zákona o OVZ za opatření obecné povahy, podobná opatření hygienických stanic  § 85 odst. 1 zákona přímo definuje jako právní předpis. Nejvyšší správní soud se s tímto rozdílem vypořádal konstatováním, že ustanovení  § 85 odst. 1 je poplatné době svého vzniku (rok 2000), kdy ještě ve správním řádu nebyla opatření obecné povahy zakotvena, a neuvedení tohoto typu opatření v § 94a svědčí spíše o nedůsledně provedené novelizaci a tedy jde o legislativní vadu, přičemž § 94a působí vůči § 85 jako pozdější právní úprava, která má při aplikaci přednost před § 85.
Naproti tomu usnesení, kterým vláda vyhlašuje některý stupeň krizového stavu a s ním spojená omezení práv, Ústavní soud a Nejvyšší správní soud za opatření obecné povahy neuznaly a považovaly je za právní předpisy. Podobnost těchto opatření s opatřeními ministerstva zdravotnictví tyto soudy nepřesvědčila, rozdíl spatřovaly soudy například v tom, že tato usnesení byla zveřejněna ve Sbírce zákonů. Podle usnesení ústavního soudu vláda nouzový stav vyhlašuje na základě ústavního zákona, a činí tak v rámci své exekutivní funkce, která nemá charakter správní, nýbrž ústavní.
Povahu opatření obecné povahy by mohlo mít i rozhodnutí prezidenta republiky o amnestii, vzhledem k specifičnosti této ústavní pravomoci, chybějící explicitní úpravě a neexistenci precedentu však zatím není zřejmé, zda je toto rozhodnutí možné soudně přezkoumávat například z hlediska proporcionality.[zdroj?]

### Soudní přezkum opatření obecné povahy
K řízení o zrušení vadného opatření obecné povahy nebo jeho částí je podle soudního řádu správního příslušný krajský soud (do roku 2012 byl příslušným Nejvyšší správní soud). Návrh může podat každý, kdo tvrdí, že jím byl zkrácen na svých právech. V případě, že bylo vydáno obcí či krajem, může takový návrh podat i Ministerstvo vnitra, v případě vydání krajem navíc i samotná obec.
Účastníky řízení jsou pouze navrhovatel a odpůrce, tedy ten, kdo napadené opatření obecné povahy vydal. Při hodnocení tvrzené vadnosti aplikuje soud pětistupňový tzv. algoritmus přezkumu opatření obecné povahy, ve kterém postupně hodnotí, zda měl daný správní orgán vůbec pravomoc napadené opatření obecné povahy vydat, zda při jeho vydání nepřekročil meze své zákonem vymezené působnosti, zda byl dodržen správný procesní postup, zda není v rozporu s hmotným právem a nakonec zda je proporcionální. Tedy zda je taková právní regulace přiměřená, zda tedy umožňuje dosáhnout sledovaný cíl, zda s tímto cílem vůbec souvisí a zda případně nelze sledovaného cíle dosáhnout jinými, mírnějšími prostředky.
Dojde-li soud k závěru, že opatření obecné povahy tímto testem prošlo, návrh zamítne. Jinak je celé (či jen jeho část) zruší, a to ke dni, který v rozsudku určí. Takové rozhodnutí však působí jen ex nunc, tzn. že práva a povinnosti z právních vztahů vzniklých před jeho zrušením zůstanou nedotčena.

## Německo
Pozitivní definice tzv. obecného opatření (Allgemeinverfügung) je normována v § 35 německého zákona o správním řízení (Verwaltungsverfahrensgesetz) – jde o správní akt, který je namířen na obecnými znaky určený nebo určitelný okruh osob nebo se týká veřejnoprávní vlastnosti určité věci nebo jejího užívání veřejností. Pojmově přitom jde o zvláštní druh správního aktu, takže i zde je nutné, aby upravovalo jednotlivý případ, konkrétní skutkový stav. 
Německé právo přitom rozlišuje tyto druhy obecných opatření:
1. vztažená k osobám (personenbezogene Allgemeinverfügung) – např. zákaz demonstrace, zákaz prodeje určité potraviny nebo také obecné pokyny policisty při řízení silničního provozu,
2. vztažená k věcem (sachbezogene Allgemeinverfügungen), a to týkající se buď:
  - veřejnoprávní vlastnosti konkrétní věci – například zařazení pozemní komunikace do určité kategorie, zápis určité nemovité či movité věci do seznamu kulturních památek či stanovení ochranného pásma vodních zdrojů,
  - užívání konkrétní věci veřejností – sem doktrína řadí třeba provozní řád veřejné knihovny či příkazové a zákazové dopravní značky.[16][17][18][19]